# Коваши (деревня)
Коваши (фин. Hevaa) — деревня Лебяженского городского поселения Ломоносовского района Ленинградской области.

## История
Деревня Murdofsina by в Ильинском Заможском погосте упоминается в шведских «Писцовых книгах Ижорской земли» 1618—1623 годов.
На карте Ингерманландии А. И. Бергенгейма, составленной по материалам 1676 года, обозначена деревня Hefwa.
На шведской «Генеральной карте провинции Ингерманландии» 1704 года упоминается церковная деревня Hefwa с кирхой и рядом деревня Mordofsina.
Во время шведского правления кирха в Хеваа (Hevaa) являлась центром капельного лютеранского прихода Каприо (Kaprio), с центром в селе Копорье.
Селение Мордозина обозначено и на «Географическом чертеже Ижорской земли» Адриана Шонбека 1705 года.
Земли считались государственными. В 1753 году Екатерина II отдаёт Михаилу Васильевичу Ломоносову сёла: Коваши, Тентелево, Шишкина в Копорском уезде, Мордовщина, Лендовщина и Сюрья.
На карте Санкт-Петербургской губернии Я. Ф. Шмидта 1770 года по берегам реки Каваша упоминаются деревни Лендовщина и Мурдовщина.
25 сентября 1788 года была освящена во имя Благовещения, построенная в Ковашах помещиком, князем Иаковом Петровичем Долгоруковым, двухпрестольная деревянная церковь.
На карте Санкт-Петербургской губернии 1792 года А. М. Вильбрехта обозначена мыза Кавашская и рядом Мордовщина.
Согласно 6-й ревизии 1811 года мыза Ковашская принадлежала подполковнику П. Я. Долгорукому.
Согласно 8-й ревизии 1833 года мыза и деревня Мордовщина с деревней Линдовщина принадлежали вдове полковника С. М. Дризен.

КОВАШ — мыза принадлежит жене артиллерийского капитана Долгоруковой, число жителей по ревизии: 24 м. п.

При коей церковь деревянная во имя Благовещения Пресвятой Богородицы. Деревни:

ВЕПША — число жителей по ревизии: 115 м. п., 105 ж. п.

НОВАЯ или ТЕНТЕЛЕВО — число жителей по ревизии: 46 м. п., 45 ж. п. 

ЛИНДОВЩИНА — деревня принадлежит полковнице баронессе Дризен, число жителей по ревизии: 122 м. п., 88 ж. п.

МОРДОВЩИНА — деревня принадлежит полковнице баронессе Дризен, число жителей по ревизии: 14 м. п., 20 ж. п. (1838 год)

В 1844 году деревня Вепшо насчитывала 30 дворов.
На этнографической карте Санкт-Петербургской губернии П. И. Кёппена 1849 года она обозначена как село «Wepscha»,расположенное в ареале расселения ижоры. В пояснительном тексте к этнографической карте записаны:
- Hawas, Herrensitz (мыза Коваши), количество жителей на 1848 год: ижоры — 2 м. п., 1 ж. п., всего 3 человека
- Wepsa, Wopsa oder Wopscha (село Коваши), количество жителей на 1848 год: ижоры — 108 м. п., 117 ж. п., всего 225 человек
- Tönttölöva (Тентелево), количество жителей на 1848 год: ижоры — 49 м. п., 51 ж. п., всего 100 человек
- Lentiisi (Лендовщина), количество жителей на 1848 год: ижоры — 110 м. п., 128 ж. п., всего 238 человек
- Murto (Мордовщина), количество жителей на 1848 год: ижоры — 13 м. п., 20 ж. п., всего 33 человека. Все они относились к православному Ковашскому Благовещенскому приходу[17].

Согласно 9-й ревизии 1850 года мыза Коваши, село Вепша и деревня Новая принадлежали помещице Елизавете Ивановне Долгоруковой.

ВЕПША — деревня полковницы Долгоруковой, по просёлочной дороге, число дворов — 36, число душ — 108 м. п.

ЛИНДОВЩИНА — деревня полковника Дризина, по просёлочной дороге, число дворов — 38, число душ — 120 м. п.

МОДОВЩИНА — деревня полковника Дризина, по просёлочной дороге, число дворов — 38, число душ — 120 м. п. (1856 год)

Согласно 10-й ревизии 1856 года деревни Мордовщина и Лендовщина принадлежали помещице Софье Матвеевне Дризен.

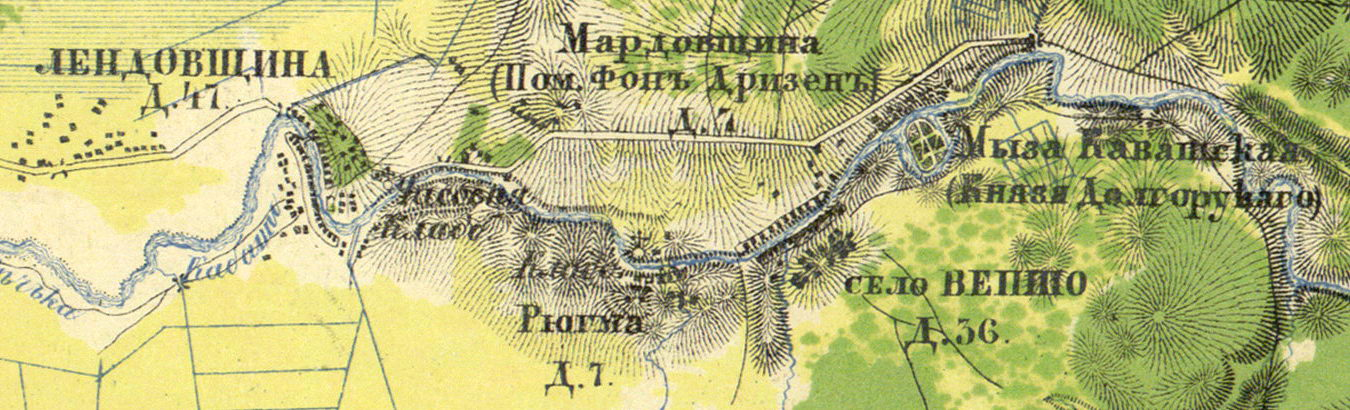
План села Коваши (Вепшо) со смежными деревнями. 1860 год

КОВАШСКАЯ — мыза владельческая при реке Коваше, на приморском просёлочном тракте по левую сторону, в 48 верстах от Петергофа, число дворов — 1, число жителей: 5 м. п., 2 ж. п.;

ВЕПША (КОВАШИ) — село владельческое при реке Коваше, там же, число дворов — 53, число жителей: 113 м. п., 118 ж. п. Церковь православная;

МОРДОВЩИНА — мыза владельческая при реке Коваше, там же в 49 верстах от Петергофа, число дворов — 1, число жителей: 2 м. п.;

МОРДОВЩИНА — деревня владельческая при реке Коваше, там же, число дворов — 29, число жителей: 60 м. п., 67 ж. п.;

ЛЕНДОВЩИНА — деревня владельческая при реке Коваше, там же в 50 верстах от Петергофа, число дворов — 40, число жителей: 91 м. п., 89 ж. п. (1862 год)

В 1875 году временнообязанные крестьяне деревень Лендовщина и Мордовщина выкупили свои земельные наделы у Ю. И. Стенбок и стали собственниками земли.
Сборник Центрального статистического комитета описывал Коваши так:

КОВАШИ (ВЕПШО) — село бывшее владельческое при реке Коваше, дворов — 51, жителей — 190; волостное правление (до уездного города 45 вёрст), церковь православная, часовня, школа. В 10 верстах — телеграфная станция Красногорско-Морская, стеклянный завод. В 13 верстах — кирпичный завод. (1885 год)

Село являлось центром волости и прихода. В волость входили деревни Гора-Валдай, Старое и Новое Калище, Ломоносово, Минолово (полностью репрессирована в 1939 году во время Финской войны), Лендовщина и Мордовщина (ныне входят в состав деревни Коваши), Пулково, Перекюль, Ручьи, Тентелево, Чёрная Лахта, Шепелёво, Шишкино.
В селе Коваши была земская школа, при ней работала бесплатная народная библиотека и читальня.
Согласно материалам по статистике народного хозяйства Петергофского уезда 1887 года имение при селении Коваши площадью 844 десятины принадлежало купцу Е. А. Петрову, оно было приобретено двумя частями в 1875 и 1877 годах году за 7600 рублей. Второе имение, расположенное при селениях Коваши, Мордовщина и Лендовщина площадью 652 десятины, принадлежало местным крестьянам Н. И и Е. И. Люли, оно было приобретено в 1883 году за 10 000 рублей. Охота и рыбные ловли сдавались в аренду.
В конце XIX века деревня административно относилась к Ковашевской волости 2-го стана Петергофского уезда Санкт-Петербургской губернии, в начале XX века — 3-го стана. По приходским данным население деревни было смешанным — ижорско-русским.
По данным «Памятной книжки Санкт-Петербургской губернии» за 1905 год мыза Каваши площадью 866 десятин принадлежала Ермолаю Андреевичу Петрову, а мыза Лендовщина — крестьянам Георгию и Николаю Люли.
В 1917 году деревянная Благовещенская церковь была перестроена в каменную. В советское время в её стенах разместили отделение областной больницы. Также сохранилось здание бывшей волостной больницы.
С 1917 по 1923 год село Коваши входило в состав Ковашевского сельсовета Ковашевской волости Петергофского уезда.
С 1923 года в составе Троцкого уезда.
Согласно данным переписи населения СССР 1926 года в селе Коваши проживали 290 человек — большинство ижоры, а также русские и финны; в деревне Лендовщина проживали 342 человека — большинство ижоры, а также русские; в деревне Мордовщина проживали 46 человек — большинство ижоры, а также русские.
С февраля 1927 года в составе Ораниенбаумской волости. С августа 1927 года в составе Ораниенбаумского района.
В 1928 году население села Коваши составляло 297 человек.
По данным 1933 года в состав Ковашевского сельсовета входили 8 населённых пунктов: деревни Калище Новое, Лендовщина, Ломоносово, Мордовщина, Сюрье, Сентелево, Шишкино и само село Коваши, общей численностью населения 1155 человек.
По данным 1936 года в состав Ковашевского сельсовета входили 8 населённых пунктов, 317 хозяйств и 6 колхозов. Центром сельсовета было село Мордовщина.

План села Коваши со смежными деревнями. 1938 год

Согласно топографической карте 1938 года село Коваши насчитывало 71 двор, Мордовщина — 12, Лендовщина — 65 дворов. В селе Коваши располагались: церковь, школа, больница и сельсовет.
С 1960 года в составе Устьинского сельсовета, так как 25 апреля 1960 года Ковашевский и Калищенский сельсоветы были объединены в Устьинский сельсовет с центром в деревне Устье.
С 1963 года в составе Гатчинского района.
С 1965 года в составе Ломоносовского района. В 1965 году население деревни Коваши составляло 591 человек.
По данным 1966 и 1973 годов деревня находилась в составе Устьинского сельсовета.
По данным 1973 года деревни Лендовщина и Мордовщина были исключены из списка населённых пунктов и включены в состав деревни Коваши>.
В 1974 году после ликвидации Устьинского сельсовета деревня Коваши вошла в состав вновь образованного Шепелёвского сельсовета Ломоносовского района.
В 1997 году в деревне Коваши Шепелёвской волости проживали 264 человека, в 2002 году — 211 человек (русские — 92 %).
24 декабря 2004 года в соответствии с областным законом Ленинградской области № 117-оз «Об установлении границ и наделении соответствующим статусом муниципального образования Ломоносовский муниципальный район и муниципальных образований в его составе» деревня Коваши вошла в состав Лебяженского городского поселения.
Долгое время в Ковашах находилась областная психиатрическая больница, ликвидированная в 2005 году распоряжением правительства Ленобласти после пожара.
В 2007 году в деревне Коваши Лебяженского ГП проживали 75 человек.

## География
Коваши расположены в северо-западной части района на автодороге 41К-137 (Форт Красная Горка — Сосновый Бор).
Расстояние до административного центра поселения — 14 км.
Расстояние до ближайшей железнодорожной платформы Коваши — 10 км.
Деревня находится на берегах реки Коваши у Сюрьевского болота.

## Демография
| 1838 | 1848 | 1862 | 1885 | 1928 | 1965 | 1997 |
| ---- | ---- | ---- | ---- | ---- | ---- | ---- |
| 579  | ↗599 | ↘547 | ↘190 | ↗297 | ↗591 | ↘264 |
| 2002 | 2007 | 2010 | 2017 |      |      |      |
| ↘211 | ↘75  | ↗126 | ↘125 |      |      |      |

## Археология
На берегу реки Коваши найдены кварцевый отщеп, каменное тесло, фрагменты лепной керамики, предположительно, эпохи неолита.

## Фото

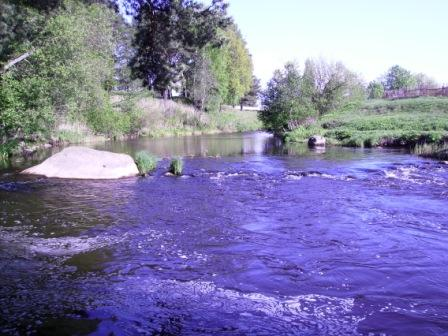
Река Коваши. 2008 год

## Известные жители
- В Ковашах прошло детство Светланы Линник, супруги Дмитрия Медведева — 3-го президента Российской Федерации
- В Ковашах родился (1926) доктор философии, профессор Михаил Корнеев[48]

## Улицы
Заречная, Ломоносовская, Молодёжная, Прибрежная, Центральная.

## Садоводства
Медик.